# Zé Maria (football, 1949)
Pour les articles homonymes, voir José Rodrigues (homonymie), Rodrigues (homonymie), Zé Maria, Rodrigues Alves et Alves (homonymie).
 José Maria Rodrigues Alves, plus connu sous le nom de  Zé Maria, était un footballeur brésilien né le 18 mai 1949 à Botucatu (Brésil). Il occupait le poste de latéral droit. Il a été champion du monde en 1970.
Il fut avec Sócrates, Wladimir et Walter Casagrande l'un des leaders de la Démocratie corinthiane.

## Carrière de joueur

### En club
- 1966-1967 :  AFE Ferroviária
- 1968-1969 :  Portuguesa
- 1970-1983 :  SC Corinthians Paulista
- 1984 :  Inter de Limeira

Il a été « ballon d'argent brésilien » en 1973 et 1977.

### En équipe nationale
Il compte 47 sélections avec l'équipe du Brésil.
Il a remporté la coupe du monde de 1970 et a participé à la coupe du monde de 1974.

### Palmarès
- Vainqueur de la coupe du monde de 1970 avec l'équipe du Brésil
- Champion de l'État de São Paulo en 1977, 1979, 1982  et 1983 avec SC Corinthians